# Rubinbärbling
Der Rubinbärbling (Danio choprae, Syn.: Brachydanio choprai, Danio choprai) oder Glühlichtbärbling, oder auch Schlangenhautbärbling, gehört zur Familie der Karpfenfische (Cyprinidae), die mit mehr als 1400 Arten zur artenreichsten Familie der Fische zählt. Er bewohnt die Fließgewässer im oberen Myanmar, ehemals Burma in Südostasien, Myitkyina-Distrikt bei Namma und Kamaing sowie im Irawadi Fluss.

## Merkmale
Danio choprae ist, wie alle Vertreter seiner engeren und weiteren Verwandtschaft kein Schwarmfisch, bei dem sich sammelnde Individuen einen „höheren Organismus“ bilden. Bärblinge leben in engen sozialen Verbänden und verfügen über eine komplexe soziale Struktur, die, im deutlichen Gegensatz zu Schwarmfischen wie dem Hering, individuelle Aktionen zulässt. Die Weibchen sind etwas fülliger als die Männchen. Wegen seiner leuchtenden Farben wird er im Handel auch oftmals als Glühlichtbärbling (engl. „Glowlight Danio“) angeboten. Allzu häufig wird der Rubinbärbling jedoch leicht mit Devario maetangensis (Fang, 1997) verwechselt, dem er ähnlich sieht. Deutliches Unterscheidungsmerkmal ist aber die leuchtendere Farbe von Danio choprae, die bei D. maetangensis eher bräunlich ist, sowie die wesentlich ausgeprägteren Querstreifen bei D. maetangensis. Zudem erreicht der Rubinbärbling eine maximale Größe von etwa 3 cm im Gegensatz zu D. maetangensis mit 5 cm. Die Körperform von Danio choprae ist gedrungen.

## Pflege im Aquarium
Der Rubinbärbling ist in weichem, saurem bis mittelhartem, leicht alkalischem Wasser gut zu halten und auch zu züchten. Innerhalb eines Schwarms ist das dominierende Männchen deutlich farbenprächtiger als die übrigen Männchen. Das Männchen sucht den Laichplatz in feingliedrigen Pflanzen aus und versucht das Weibchen durch Zeigen der Flanken zum Laichplatz zu locken. Wenn der Paarungsakt erfolgreich war, schlüpfen aus dem kleinen Gelege (etwa 50 Eier) die Larven nach drei Tagen und schwimmen nach weiteren vier Tagen frei. Spätestens ab diesem Zeitpunkt sind die Elterntiere zu entfernen, damit der Nachwuchs nicht als Lebendfutter endet. Die bevorzugte Temperatur liegt bei 22 bis 24 °C, jedoch kann Danio choprae auch höhere Temperaturen gut vertragen. Sofern die Tiere gut gefüttert werden, laichen sie regelmäßig alle zehn Tage.
- pH-Wert 6,0 bis 7,5
- KH-Wert 2 bis 8°
- GH-Wert 5 bis 12 °dH
- Temperatur 22 bis 26 °C